# لیلا فروهر
لیلا فروهر (زادهٔ ۴ اسفند ۱۳۳۷) خوانندهٔ ایرانی است. او ابتدا به عنوان بازیگر مشغول به فعالیت بود و هفت سال پس از انقلاب ۱۳۵۷، در ۱۹۸۶ ابتدا از ترکیه به پاریس مهاجرت کرد و سپس از ۱۹۸۸ در لس آنجلس، ایالات متحده زندگی می‌کند.
فروهر فرزند دو بازیگر ایرانی، جهانگیر فروهر و فرنگیس فرحزادی است. او بازیگری در سینما را از ۵ سالگی آغاز کرد و پس از آن در ۱۴ سالگی پا به عرصه موسیقی گذاشت. وی پیش از انقلاب در بیش از ۴۵ فیلم ایرانی نقش بازی کرده بود و پس از مهاجرت به آمریکا بیش از ۲۰ آلبوم منتشر کرد. او همچنین در کشورهای اطراف ایران مانند تاجیکستان و افغانستان نیز شهرت دارد. در ۲۰۱۰، فروهر در جشن نوروزی در کتابخانه توماس جفرسون کنگرهٔ ایالت متحده آمریکا یک برنامه اجرا کرد.

## زندگی

### خردسالی

لیلا فروهر در خردسالی

لیلا فروهر متولد ۴ اسفند ۱۳۳۷ خورشیدی در اصفهان است. وی در خانواده‌ای هنرمند از پدر و مادری هنرپیشه به نامهای جهانگیر فروهر و فرنگیس فرحزادی به دنیا آمد. لیلا از سه سالگی پا به صحنهٔ تئاتر گذاشت و به نقش آفرینی در تئاترهای مختلف در تئاتر سپاهان اصفهان در کنار پدر و مادر خود و هنرمند سرشناس تئاتر ارحام صدر پرداخت.

### آغاز کار هنری

مرتضی در کنار لیلا فروهر، پشت جلد مجله جوانان امروز

لیلا از کودکی کار هنری خود را آغاز کرد؛ و در فیلم مراد و لاله و سپس در فیلم خروس جنگی نقش آفرینی کرد. در ۹ سالگی در فیلم سلطان قلب‌ها در کنار محمدعلی فردین بازی کرد. موفقیت و هنر لیلا در فیلم سینمایی سلطان قلب‌ها تا حدی برای محمدعلی فردین دلنشین بود، که تولد لیلا فروهر را در سندیکای هنرمندان برپا کرد. لیلا در فیلم من هم گریه کردم با بهروز وثوقی به نقش آفرینی پرداخت.
لیلا همچنین در نوجوانی در فیلم‌های مختلفی بازی کرد که می‌توان به فیلم‌هایی چون (میهمان، گل خشخاش، اضطراب و شب آفتابی) اشاره کرد.
لیلا از ۱۴ سالگی خوانندگی را به‌طور حرفه‌ای آموخت و خالق آثاری از جمله شمیم، دلم تنگه، دو پرنده، کلاغ‌های خبر چین، نیاز، چشمه نور، جولین و… شد. ضمناً لیلا فروهر در زمره خوانندگانی است که توانایی اجرای پاپ و سنتی را دارد.
در آخرین روزهای سال ۱۳۵۷ نمایشنامه «عفریته ماچین» به نمایش درآمد که تلفیقی بود از آثار نمایشی سنتی ایرانی به کارگردانی رضا میرلوحی با بازی و آواز خوانی لیلا فروهر، در کنار پدر و مادرش، جهانگیر فروهر و فرنگیس فرحزادی و همچنین مرتضی عقیلی، محمد مطیع، عنایت بخشی، بهروز به نژاد، بهرام وطن‌پرست، محمد ورشوچی و…

### مهاجرت
او پس از انقلاب ایران به دادگاه‌های انقلاب اسلامی احضار شد. لیلا به دلیل ممنوعیت خوانندگی زنان و پاره‌ای دیگر از مشکلات در سال ۱۳۶۵ به کردستان ترکیه رفت و سپس به استانبول رفت، بعد از آنجا رهسپار آلمان شد و پس از چهار روز به فرانسه رفت و در فرانسه، مادر، خواهر و برادر خود را پس از یکسال دوری ملاقات کرد. لیلا در سال ۱۹۸۸ میلادی به آمریکا مهاجرت کرد و ساکن شهر لس آنجلس شد و در آنجا نیز به خواندن در کنسرت‌ها و تولید آلبوم جدید پرداخت. او همچنین در بسیاری از نمایشنامه‌ها ی تلویزیونی بازی کرد که معروفترین آن‌ها شهر فرنگ در کنار پرویز کاردان، شهرام شب‌پره و فریبا فروهر بود و همچنین نمایشنامه‌های مطب و کلانتری با هنرنمایی لیلا و بازی شهره آغداشلو و هوشنگ توزیع.
از سال ۱۹۹۹ با هنرمند ایرانی پرویز صیاد و فریبا فروهر نمایشنامه یک صمد و دو لیلا به روی صحنه رفت، نمایشی برگرفته از زندگی شخصی لیلا فروهر و داستان بازجویی‌ها و مهاجرت وی که این نمایش آمار بیشترین شب اجرای یک تئاتر ایرانی در خارج از کشور را به خود اختصاص داد.

### زندگی شخصی
لیلا فروهر در ۲۹ مرداد ۱۳۸۳ با فردی به نام اسماعیل نبی (اسی) ازدواج کرد و به شهرستان اورنج، کالیفرنیا نقل مکان کرد. رضا اصلان،  خواهرزاده فروهر است.

## کنسرت‌ها
قبل از انتشار آلبوم مخمل ناز وی آلبومی با سبک سنتی تهیه کرده بود ولی به پیشنهاد همکاران و کمپانی‌ها آن را ارائه نداد و ابتدا این آلبوم خود را به بازار عرضه کرد که موسیقی ترانهٔ مخمل ناز کار خود او بود. در پی عرضهٔ آلبوم‌های موفق کنسرت‌های زیادی در کشورهای مختلف در سراسر دنیا برگزار کرد.
لیلا فروهر اولین هنرمند ایرانی بود که برای اولین بار در دبی برنامه اجرا کرد و البته در کشور ژاپن نیز برنامه‌هایی اجرا کرد و به دعوت تاجیکستان در شهرهای مختلفی چون: دوشنبه، کولاب،... برنامه اجرا کرد. در این برنامه‌ها ۱۰–۱۵ هزار نفر حضور داشتند.

### کنسرت کداک تئاتر
یکی دیگر از کارهای لیلا فروهر اجرای سه برنامه در سالن مراسم اسکار تئاتر کداک می‌باشد. لیلا فروهر در سال‌های ۲۰۰۳ و ۲۰۰۸ و ۲۰۱۸ در این سالن برنامه اجرا کرد.

### کنسرت رویس هال
برای اولین بار لیلا فروهر آلبوم از قلب من به صورت زنده بر روی صحنه برد. لیلا فروهر به همراه گروه رومی و شهره آغداشلو با ارکستر ۲۶ نفری به رهبری امیر بدخش کنسرت زندهٔ آلبوم را در سالن مجلل «رویس حال» بر پا کرد. شب عشق و عرفان و موسیقی ناب ایرانی پیشکش ایرانیان مقیم آمریکا شده بود.

## حضور در مراسم بزرگداشت بین‌المللی نوروز
برگزاری مراسم بزرگداشت نوروز از جانب کمیسیون نوروز در تالار توماس جفرسون کتابخانهٔ کنگرهٔ آمریکا و دعوت از لیلا فروهر به عنوان هنرمند و خوانندهٔ فارسی‌زبان یکی دیگر از موفقیت‌های لیلا فروهر در عرصهٔ هنری است. (کمیسیون نوروز سازمان فرهنگی و هنری است که از جانب ایرانیان مقیم آمریکا و سفرای آسیای باختری و مرکزی تشکیل گرفته و هدفش معرفی فرهنگ و سنت‌های پارسی زبانان است).

## ترانه‌شناسی

### آلبوم‌ها[۱]
- ۱۹۷۸ - حدیث
- ۱۹۷۹ - بوی توقف
- ۱۹۸۸ - مخمل ناز
- ۱۹۹۱ - هدیه (با شهرام صولتی)
- ۱۹۹۲ - شانس
- ۱۹۹۲ - بهانه
- ۱۹۹۳ - همسفر
- ۱۹۹۴ - دو پرنده
- ۱۹۹۴ - اتل متل (با ابی)
- ۱۹۹۵ - پرنده‌ها (با مهستی، معین، شهرام صولتی از شرکت پارس ویدیو)
- ۱۹۹۵ - تپش
- ۱۹۹۶ - سراب
- ۱۹۹۷ - آهنگ‌های عاشقانه (Love songs)
- ۱۹۹۷ - (Dance Beat)
- ۱۹۹۷ - (Planet of Harmony)
- ۱۹۹۸ - قصه عشق (Love Story)
- ۱۹۹۹ - دیدار (با شهرام شب‌پره)
- ۱۹۹۹ - یک صمد و دو لیلا
- ۱۹۹۹ - قهرمانان وطن (با اندی و داریوش)
- ۲۰۰۰ - جونی جونم
- ۲۰۰۰ - تصویر
- ۲۰۰۱ - قصه تو، قصه من (Story of Yours, Story of Mine)
- ۲۰۰۳ - کنسرت زنده در کداک تئاتر
- ۲۰۰۵ - یک بوسه (A Kiss)
- ۲۰۰۸ - ماه من (My Moon)
- ۲۰۱۲ - از قلب من (From My Heart)

### آهنگ به یاد مهستی
بعد از فوت مهستی در سال ۱۳۸۶، وی جز ۴ خواننده خانم ایرانی که بود که به همراه سپیده، هنگامه و هلن، به درخواست شبکه تپش، برای ساخت آهنگی برای یادبود مهستی دعوت شد. این ترانه بعد از فوت مهستی منتشر شد.

### آلبوم از قلب من
چند روز پیش از نوروز ۱۳۹۱، لیلا فروهر آلبوم از قلب من را منتشر کرد. در این آلبوم از شاعران کلاسیک ایران همچون مولانا، عراقی و حافظ و شاعران معاصر فریدون مشیری، رهی معیری، سیمین بهبهانی، ترانه‌هایی انتخاب شده که با آهنگسازی و تنظیم گروه رومی اجرا شده‌است. در این آلبوم شهره آغداشلو نیز همکاری کرد و دکلمه‌های ترانه‌ها را به انگلیسی برعهده گرفته‌است.

## فیلم‌‌شناسی
| سال  | نام فیلم                 | کارگردان         | سمت              |
| ---- | ------------------------ | ---------------- | ---------------- |
| ۱۳۴۴ | مراد و لاله              | صابر رهبر        | بازیگر           |
| ۱۳۴۴ | خروس جنگی                | اسماعیل پورسعید  | بازیگر           |
| ۱۳۴۵ | قفس طلایی                | رضا صفایی        | بازیگر           |
| ۱۳۴۵ | عصیان                    | ساموئل خاچیکیان  | بازیگر           |
| ۱۳۴۶ | حقه بازان                | رضا صفایی        | بازیگر           |
| ۱۳۴۶ | سرنوشت                   | حکمت آقانیکیان   | بازیگر           |
| ۱۳۴۶ | دروازه تقدیر             | حمید مجتهدی      | بازیگر           |
| ۱۳۴۶ | چهار خواهر               | احمد نجیب زاده   | بازیگر           |
| ۱۳۴۶ | چرخ فلک                  | صابر رهبر        | بازیگر           |
| ۱۳۴۶ | ایمان                    | مهدی رئیس فیروز  | بازیگر           |
| ۱۳۴۷ | جاده تبهکاران            | محمد زرین دست    | بازیگر           |
| ۱۳۴۷ | سلطان قلب ها             | محمدعلی فردین    | بازیگر           |
| ۱۳۴۷ | من هم گریه کردم          | ساموئل خاچیکیان  | بازیگر           |
| ۱۳۴۷ | قمار باز                 | عباس کسایی       | بازیگر           |
| ۱۳۴۷ | سنگ صبور                 | عباس کسایی       | بازیگر           |
| ۱۳۴۷ | چرخ بازیگر               | مهدی امیرخانی    | بازیگر           |
| ۱۳۴۸ | گناه زیبایی              | سیروس جراح‌زاده   | بازیگر           |
| ۱۳۴۸ | گربه کور                 | سردار ساگر       | بازیگر           |
| ۱۳۴۹ | عقاب طلایی               | کمال دانش        | بازیگر           |
| ۱۳۴۹ | نا مادری                 | عباس کسایی       | بازیگر           |
| ۱۳۵۰ | شاطر عباس                | منوچهر صادق پور  | بازیگر           |
| ۱۳۵۱ | قمار زندگی               | عباس کسایی       | بازیگر           |
| ۱۳۵۱ | پخمه                     | مازیار پرتو      | بازیگر           |
| ۱۳۵۳ | تشنه ها                  | محمود کوشان      | بازیگر/آواز خوان |
| ۱۳۵۴ | اضطراب                   | ساموئل خاچیکیان  | بازیگر           |
| ۱۳۵۴ | مجازات                   | مهدی فخیم‌زاده    | آواز خوان        |
| ۱۳۵۵ | وقتی که آسمان بشکافد     | فتح الله منوچهری | بازیگر           |
| ۱۳۵۵ | میهمان                   | کامران قدکچیان   | بازیگر/آواز خوان |
| ۱۳۵۵ | گل خشخاش                 | داریوش کوشان     | بازیگر/آواز خوان |
| ۱۳۵۵ | رابطه جوانی              | سیاوش شاکری      | بازیگر           |
| ۱۳۵۶ | همکلاس                   | سیاوش شاکری      | بازیگر/آواز خوان |
| ۱۳۵۶ | شب آفتابی                | سیروس الوند      | بازیگر           |
| ۱۳۵۶ | پرستو های عاشق           | فریدون ریاحی     | بازیگر           |
| ۱۳۵۷ | پرستش                    | داوود اسماعیلی   | بازیگر           |
| ۱۳۵۷ | باغ بلور                 | ناصر محمدی       | بازیگر           |
| ۱۳۵۷ | عفریته ماچین (تله تئاتر) | رضا میرلوحی      | بازیگر           |

### برنامه تلویزیونی
| نام برنامه تلویزیونی | شبکه تلویزیونی |
| -------------------- | -------------- |
| صدای برتر            | ام بی سی پرشیا |